# Jesteś (album)
Jesteś (Joanna Bejm śpiewa wiersze Haliny Poświatowskiej) – debiutancki album polskiej wokalistki jazzowej Joanny Bejm z autorską muzyką, do wierszy Haliny Poświatowskiej. Płytę w 52. rocznicę śmierci wybitnej polskiej poetki, dnia 11 października 2019, wydała oficyna Soliton.

## Lista utworów
| Nr  | Tytuł utworu          | Słowa               | Muzyka                                         | Długość |
| --- | --------------------- | ------------------- | ---------------------------------------------- | ------- |
| 1.  | „Czym Ty jesteś”      | Halina Poświatowska | Joanna Bejm, Marcin Skaba, Sebastian Iwanowicz | 3:58    |
| 2.  | „Śpiący jednorożec”   | Halina Poświatowska | Marcin Skaba, Joanna Bejm                      | 3:50    |
| 3.  | „Oczekiwanie”         | Halina Poświatowska | Joanna Bejm                                    | 3:17    |
| 4.  | „Więc jesteś”         | Halina Poświatowska | Joanna Bejm                                    | 4:40    |
| 5.  | „Wiersz dla mnie”     | Halina Poświatowska | Marcin Skaba, Joanna Bejm                      | 3:12    |
| 6.  | „Mówię kocham”        | Halina Poświatowska | Joanna Bejm                                    | 3:20    |
| 7.  | „No chodź”            | Halina Poświatowska | Joanna Bejm, Marcin Skaba                      | 3:52    |
| 8.  | „Kiedy umrę kochanie” | Halina Poświatowska | Marcin Skaba, Joanna Bejm                      | 2:46    |
| 9.  | „Ptaku mojego serca”  | Halina Poświatowska | Joanna Bejm, Sebastian Iwanowicz, Marcin Skaba | 3:09    |
| 10. | „Morzem jesteś”       | Halina Poświatowska | Marcin Skaba, Joanna Bejm                      | 4:49    |
|     |                       |                     |                                                | 36:53   |